# IC 917
IC 917 је појединачна звијезда у сазвјежђу Велики медвјед која се налази на листи објеката дубоког неба у Индекс каталогу.
Деклинација објекта је + 55° 38' 12" а ректасцензија 13h 42m 31,5s.